# Triết học Ấn Độ giáo
Triết học Ấn Độ giáo đề cập đến các triết lý, quan điểm và giáo lý thế giới  xuất hiện ở Ấn Độ cổ đại. Chúng bao gồm sáu hệ thống (shad-darśana) - Sankhya, Yoga, Nyaya, Vaisheshika, Mimamsa và Vedanta.
Trong truyền thống Ấn Độ, từ được sử dụng cho triết học là Darshana. Từ này xuất phát từ drish gốc tiếng Phạn (để xem, để kinh nghiệm).
Chúng cũng được gọi là truyền thống triết học Astika (chính thống) và là những truyền thống chấp nhận Vedas như một nguồn kiến thức quan trọng, có thẩm quyền.   cổ đại và trung cổ Ấn Độ cũng là nguồn gốc của triết lý mà chia sẻ khái niệm triết học nhưng từ chối kinh Veda, và những điều này được gọi là nāstika (không chính thống hoặc không chính thống) triết lý Ấn Độ. Các triết lý Ấn Độ Nāstika bao gồm Phật giáo, Jaina giáo, Cārvāka, Ājīvika, và những môn khác.
Các học giả phương Tây đã tranh luận về mối quan hệ và sự khác biệt trong các triết lý āstika và với các triết học nāstika, bắt đầu bằng các tác phẩm của các nhà Ấn Độ học và các nhà Đông phương học của thế kỷ 18 và 19, bản thân chúng có nguồn gốc từ văn học Ấn Độ và văn học thời trung cổ. Các truyền thống anh chị em khác nhau bao gồm trong các triết lý của Ấn Độ giáo rất đa dạng, và chúng được hợp nhất bởi các lịch sử và khái niệm chung, cùng một nguồn tài nguyên văn bản, trọng tâm bản thể học và thần học tương tự, và vũ trụ học. Trong khi Phật giáo và đạo Jaina được coi là những triết lý và tôn giáo riêng biệt, một số truyền thống không chính thống như Cārvāka thường được coi là những trường phái riêng biệt trong triết học Ấn Độ giáo.
Triết học Ấn Độ giáo cũng bao gồm một số trường phái triết học thần học tích hợp các ý tưởng từ hai hoặc nhiều hơn sáu triết lý chính thống, như chủ nghĩa hiện thực của Nyāya, chủ nghĩa tự nhiên của Vaiśeṣika, thuyết nhị nguyên của Sāṅkhya, thuyết nhị nguyên và việc tự biết mình là điều cần thiết để giải phóng Advaita, sự tự giác của yoga và sự khổ hạnh và các yếu tố của các ý tưởng thần học.   Ví dụ về các trường như vậy bao gồm Pāśupata aiva, Śaiva siddhānta, Pratyabhijña, Raseśvara và Vaiṣṇava. Một số trường tiểu học chia sẻ những ý tưởng Mật tông với những ý tưởng được tìm thấy trong một số truyền thống Phật giáo. Những ý tưởng của những phụ trường được tìm thấy trong Puranas và Agama.
Mỗi trường phái triết học Ấn Độ giáo có văn học nhận thức luận rộng lớn gọi là pramāṇaśāstras,   cũng như các lý thuyết về siêu hình học, tiên đề học và các chủ đề khác.